# Parviturbo calidimaris
Parviturbo calidimaris är en snäckart som beskrevs av Henry Augustus Pilsbry och McGinty 1945. Parviturbo calidimaris ingår i släktet Parviturbo och familjen Skeneidae. Inga underarter finns listade i Catalogue of Life.